# بنیاد قطر
بنیاد قطر (عربی: مؤسسة قطر للتربية والعلوم وتنمية المجتمع) یک سازمان خصوصی و غیرانتفاعی در کشور قطر است که در سال ۱۹۹۵ با حکم شیخ حمد بن خلیفه آل ثانی، امیر قطر و توسط موزا بنت ناصر همسر ایشان بنا نهاده شد. مؤسسهٔ قطر بر آموزش، پژوهش‌های علمی، کمک بشردوستانه و توسعه جامعه متمرکز است. از مؤسساتی که زیر پوشش حمایت مؤسسهٔ قطر هستند می‌توان به دانشگاه‌ها، برنامه‌های آموزشی، مؤسسه تحقیقات محیطی و انرژی قطر، مؤسسه تحقیقات زیست‌پزشکی قطر، انجمن دیابت قطر و پارک علم و صنعت قطر که خود شامل ۲۱ شرکت درگیر در تحقیقات علمی و توسعه است اشاره کرد. ریاست این مجموعه به عهده موزه بنت ناصر مادر پادشاه کنونی قطر است. همکاری‌های مشترک سرمایه‌گذاری در زمینه‌های طراحی، فناوری اطلاعات و ارتباطات، مخابرات، مطالعات سیاست و مدیریت رویداد از جمله اهداف مؤسسهٔ قطر است.

## حمایت

### ورزشی
در تاریخ ۱۰ دسامبر ۲۰۱۰ باشگاه فوتبال بارسلونا اعلام کرد که با مؤسسهٔ قطر بر سر قرارداد پذیرفتن اسپانسر بر روی پیراهن این باشگاه به مبلغ ۱۷۰ میلیون یورو سالانه ۳۰ میلیون یورو و به مدت ۵ سال به توافق رسیده‌است؛ که این موضوع پایانی بود بر سنت باشگاه بارسلونا که برای پیراهن تیم هیچ حامی مالی را قبول نمی‌کرد.

### آموزشی
این بنیاد حامی اجلاس جهانی نوآوری برای آموزش در جهان است که از سال ۲۰۰۹ در دوحه برگزار شده است. از سال ۲۰۰۵ کتابخانه ملی قطر تحت مالکیت بنیاد قطر در سال ۲۰۰۶ است که بخش قابل توجه این کتابخانه، بخش میراث عربی و اسلامی است که شامل مجموعه‌ای تاریخی از کتاب‌ها، مجلات، دست‌نوشته‌ها، نقشه‌ها و ابزارهای علمی است که مربوط به قرن ۱۵ میلادی می‌شود. یکی از برنامه های بنیاد قطر با عنوان آموزش یک کودک است که هدف آن ارائه آموزش ابتدایی با کیفیت برای کودکان محروم در سراسر جهان است.

## شهر آموزش
شهر آموزش در الریان، قطر توسعه یافته توسط بنیاد قطر است. این مجموعه دارای ملکی با مساحت ۱۲ کیلومتر مربع (۴٫۶ مایل مربع) توسط بنیاد قطر ساخته شده و دارای امکانات مختلف آموزشی از جمله پردیس‌های ماهواره‌ای، مرکز گفتگو و نه دانشگاه بین‌المللی است. در این دانشگاه‌ها دوره‌های کارشناسی، کارشناسی ارشد و دکتری در رشته‌های مختلف از  پزشکی، علوم انسانی و مهندسی تا ارتباطات و روزنامه‌نگاری و حتی طراحی مد و لباس آن هم با حضور اساتید مطرح و دانشجویانی که بسیاری خارجی و بیشتر از خانم‌ها هستند، برگزار می‌شود. 

## سرمایه گذاری مشترک
سرمایه‌گذاری‌های مشترک در زمینه‌های علم و تحقیق، آموزش و توسعه اجتماعی برای قطر از اقتصاد مبتنی بر نفت به اقتصاد دانش‌محور ضروری تلقی می‌شوند، همانطور که در چشم‌انداز ملی قطر ۲۰۳۰ ذکر شده است. فناوری‌های خورشیدی قطر، تولید پلی سیلیکون و ایجاد مخابرات از سرمایه گذاری مشترک بین دولت و بنیاد قطر بوده است. 